# Mikiola bicornis
Mikiola bicornis är en tvåvingeart som beskrevs av Sato och Junichi Yukawa 2009. Mikiola bicornis ingår i släktet Mikiola och familjen gallmyggor. Inga underarter finns listade i Catalogue of Life.